# Lynn Clark
Pour les articles homonymes, voir Clark.
Lynn Clark est une actrice américaine, née en 1964 à La Plata (Maryland).

## Filmographie
- 1984 : Santa Barbara ("Santa Barbara") (série télévisée) : Lily Light #1 (1986-1987)
- 1987 : Right to Die (TV)
- 1989 : Columbo : Grandes manœuvres et petits soldats (Grand Deceptions) (série télévisée) : Marcia
- 1990 : Demon Wind : Terri
- 1965 : Des jours et des vies ("Days of Our Lives") (série télévisée) : Madeline Armstrong (1990-1992)
- 1989 : Seinfeld (Saison 1, épisode 2) (série télévisée) : Vanessa
- 1992 : Grapevine (en) (série télévisée) : Susan Crawford
- 1993 : Banner Times (TV) : Carrie
- 1993 : Passion enflammée (Torch Song) (TV)
- 1995 : The Monroes (série télévisée) : Anne Monroe
- 1995 : Friends (Saison 1, épisode 20) (série télévisée) : Danielle
- 1996 : Président ? Vous avez dit président ? (My Fellow Americans) : Chrissy Kramer